# قضیه لیوویل
در فیزیک، قضیه لیوویل، (که به ریاضیدان فرانسوی ژوزف لیوویل منسوب است) قضیه‌ای کلیدی در مکانیک هامیلتونی و آماری کلاسیکی است. این قضیه ادعا می‌کند که تابع توزیع فضای فاز در طول یک مسیر تحولی ثابت است، به این معنی که چگالی ذرات سیستم در مجاورت یک نقطه داده شده از سیستم در فضای فاز، دارای تحولی ثابت است. این چگالی مستقل از زمان در مکانیک آماری با عنوان احتمال پیشین شناخته شده است.

## معادله لیوویل
معادلهٔ لیوویل زمان تحول یک تابع توزیع فضای فاز را توصیف می‌کند، اگر چه این معادله در اکثر اوقات به نام لیوویل شناخته شده است اما گیبس برای اولین بار به عنوان معادلهٔ پایه‌ای مکانیک آماری آن را معرفی کرد.